# Гусейнов, Эльтун Тахир оглы
Элтун Тахир оглы Гусейнов (азерб. Hüseynov Eltun Tahir oğlu; 27 февраля 1993, Баку, Азербайджан) — азербайджанский футболист, амплуа — защитник.

## Клубная карьера
Эльтун Гусейнов является воспитанником футбольной школы ФК «Баку», в составе дублеров которого начал свои выступления в 2012 году. Защищает также цвета основного состава бакинцев.
Дебютировал в основном составе ФК «Баку» 12 мая 2014 года, в матче XXXV тура Топаз Премьер-лиги против ФК «АЗАЛ». При этом провел на поле все 90 минут матча.

### Чемпионат
Статистика выступлений в чемпионате Азербайджана по сезонам:
| № | Сезон       | Клуб   | Игр | Голов | В запасе |
| - | ----------- | ------ | --- | ----- | -------- |
| 1 | 2013 / 2014 | «Баку» | 1   | 0     | 6        |
| 2 | 2014 / 2015 | «Баку» | 1   | 0     | 0        |

## Интересные факты
- Получив тяжелую травму колена в ноябре 2012 года был прооперирован в Турции.[2]